# Modul vzdálenosti
Modul vzdálenosti (značka μ) označuje v astronomii rozdíl mezi zdánlivou a absolutní hvězdnou velikostí (měřenou v magnitudách). Používá se pro určení vzdáleností hvězd, obvykle těch mimo Galaxii (naši galaxii).
Pro modul vzdálenosti platí vzorec:
μ = m – M = 5 log10 D – 5
Kde m je pozorovaná hvězdná velikost, M absolutní hvězdná velikost a D vzdálenost v parsecích.